# Krzywki-Bośki
Krzywki-Bośki [pronunciación en polaco: /ˈkʂɨfki ˈbɔɕki/] es un pueblo ubicado en el distrito administrativo de Gmina Szreńsk, dentro del Condado de Mława, Voivodato de Mazovia, en el este de Polonia central. Se encuentra aproximadamente a 6 kilómetros al norte de Szreńsk, a 18 kilómetros al oeste de Mława, y a 112 kilómetros al noroeste de Varsovia.